# Waldsteinia
Genre
Classification phylogénétique
Waldsteinia est un genre de plantes à fleurs de la famille des Rosaceae regroupant des plantes herbacées vivaces d'Europe centrale et de la zone circumboréale.

## Description
Les plantes ressemblent à des potentilles.
Les fleurs sont jaunes à 5 pétales.
Les feuilles ressemblent à celles des fraisiers.

## Étymologie
le nom de Waldsteinia a été attribué en l'honneur du botaniste autrichien Franz de Paula Adam von Waldstein (1759-1852).

## Espèces
Le genre comprend six espèces :
- Waldsteinia fragarioides
- Waldsteinia geoides
- Waldsteinia idahoensis
- Waldsteinia lobata
- Waldsteinia parviflora
- Waldsteinia sibirica
- Waldsteinia tanzibeyca
- Waldsteinia ternata

## Culture
Cultivée comme plante ornementale en couvre-sol.

## Répartition
Europe centrale, Sibérie, Amérique du Nord, Chine, Japon.

## Galerie

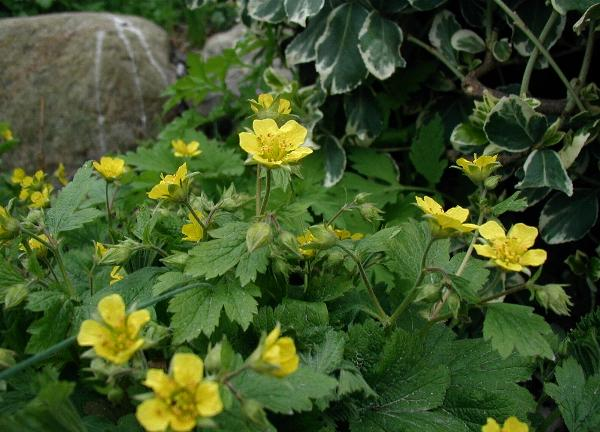
Waldsteinia geoides, Europe centrale.
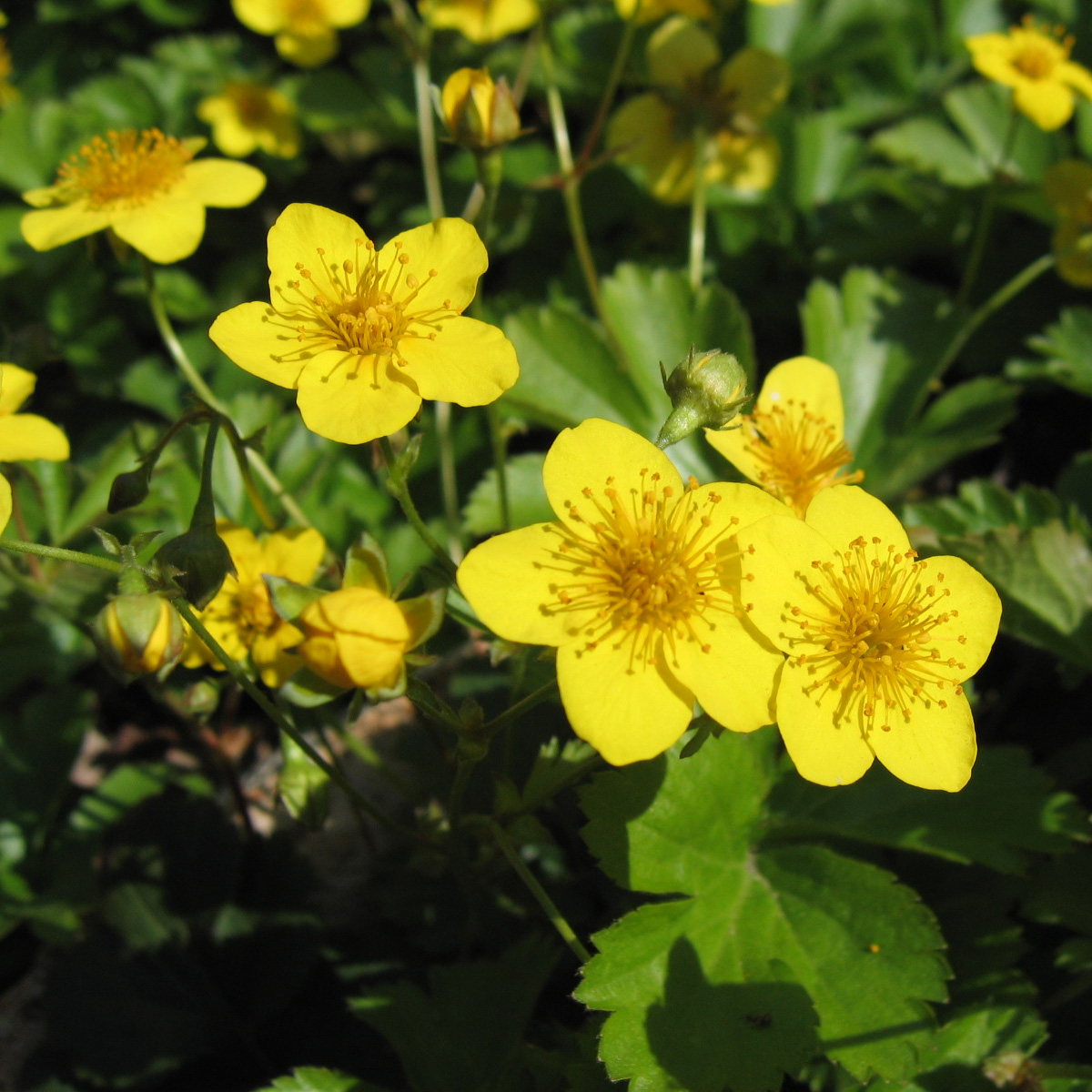
Waldsteinia ternata, Europe centrale, Sibérie, Chine, Japon.
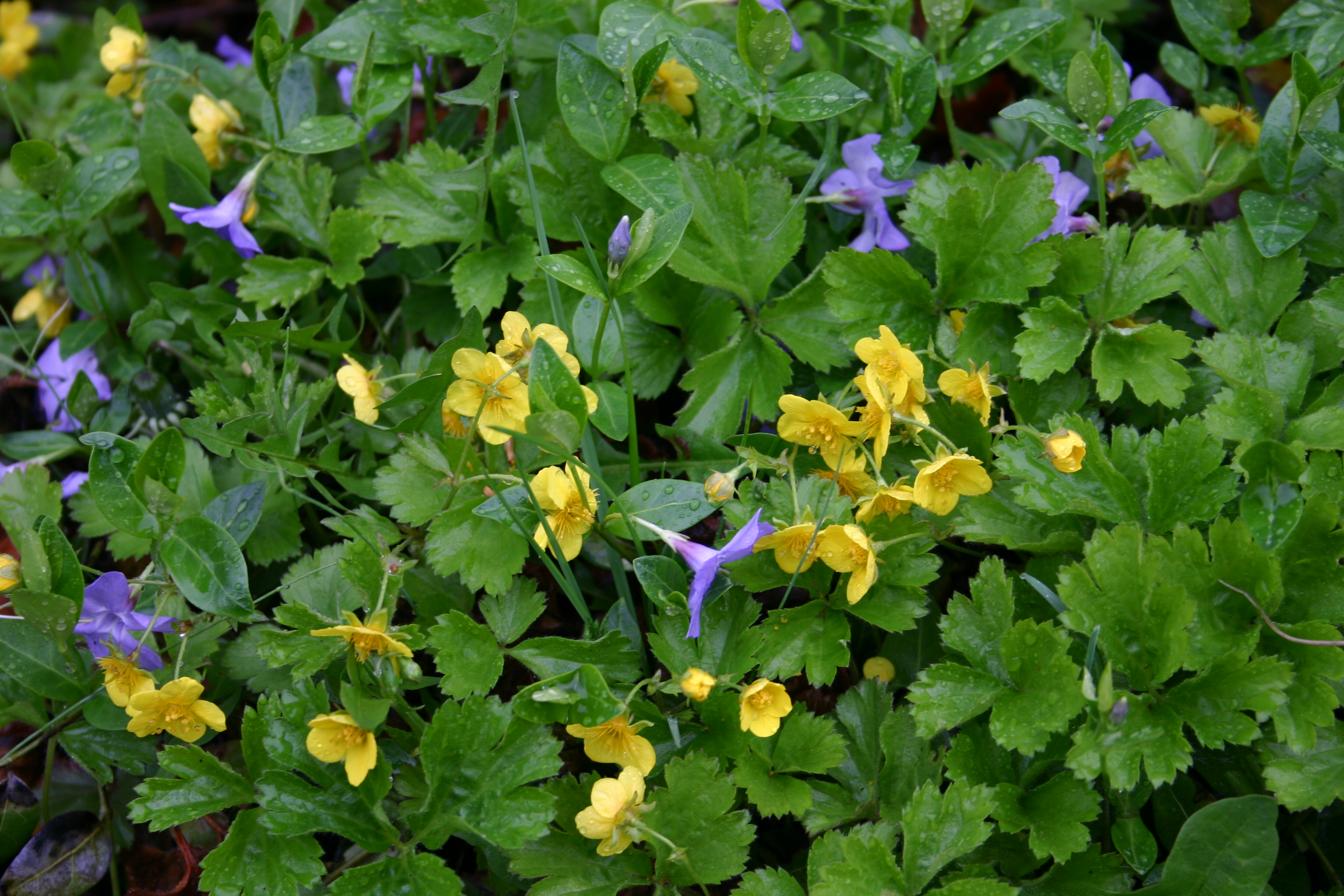
Waldsteinia fragarioides, Amérique du Nord.